# Friedhofskapelle (Uckerath)

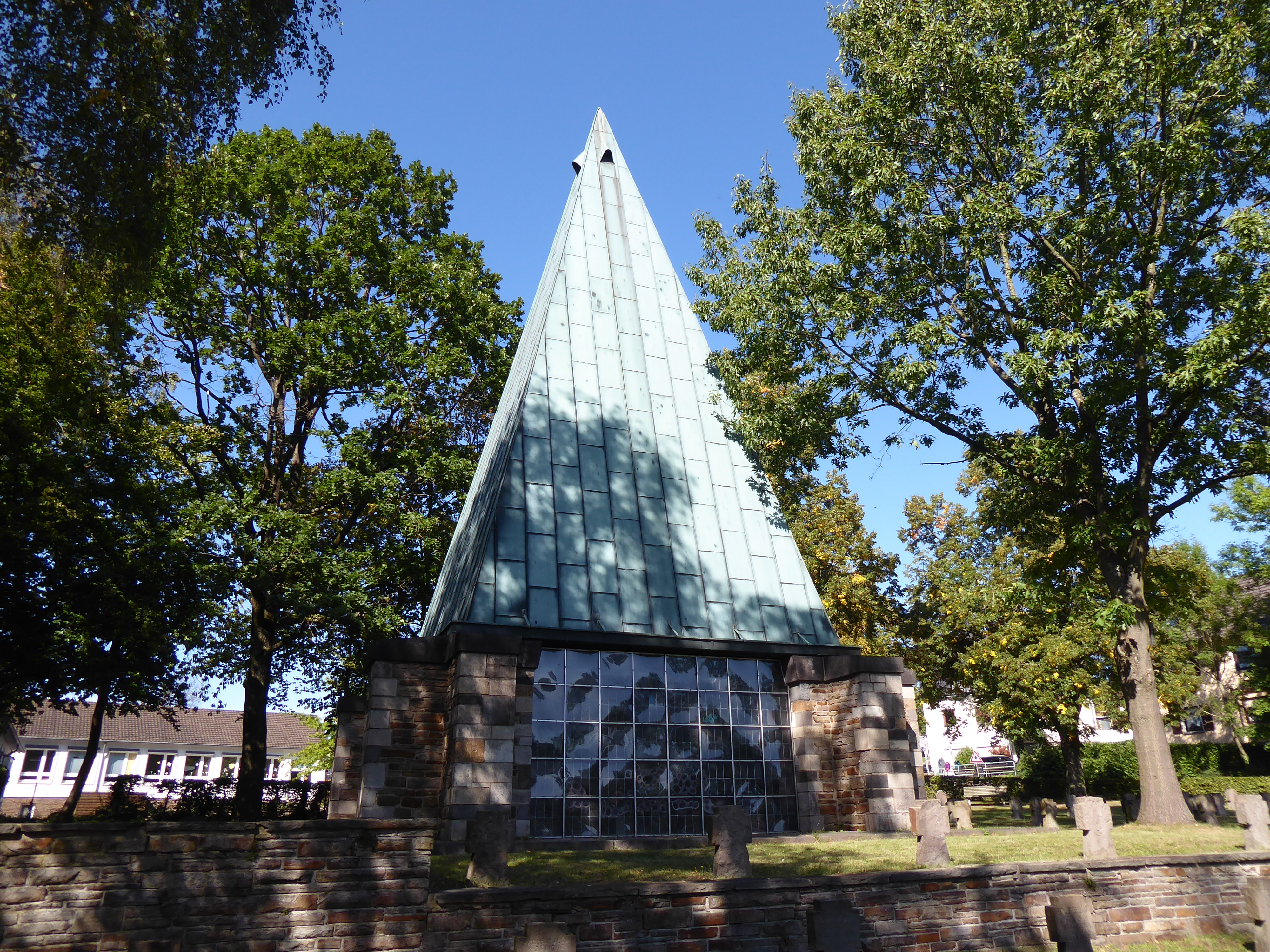
Die Friedhofskapelle von Uckerath

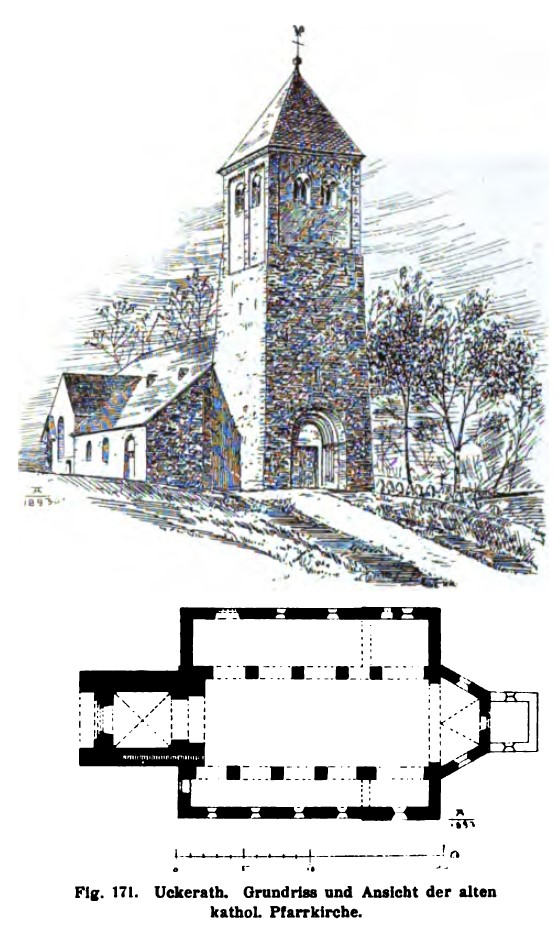
Ansicht und Grundriss der alten Pfarrkirche von Uckerath

Die Friedhofskapelle befindet sich auf dem zur Kriegsgräberstätte hergerichteten alten Friedhof von Uckerath, einem Ortsteil der Stadt Hennef (Sieg) in Nordrhein-Westfalen. Die Kapelle stellt im Kern den Rest des Turmuntergeschosses der früheren romanischen Pfarrkirche Uckeraths aus dem 12. Jahrhundert dar.

## Geschichte
Die alte römisch-katholische Pfarrkirche St. Johannes Baptist wurde zum ersten Mal im Jahr 1131 als Besitz des Cassius-Stiftes zu Bonn erwähnt. Die bis ins 19. Jahrhundert erhaltene romanische Kirche aus dem 12. Jahrhundert war eine dreischiffige Basilika mit vorgesetztem Westturm. Die Kirche wurde im Jahr 1898 bis auf den Turm niedergelegt, als weiter nördlich eine größere neue Kirche errichtet wurde. Das Untergeschoss des Turmes wurde als Friedhofskapelle hergerichtet. Dabei wurde in die frühere Öffnung zum Langhaus im Osten eine Halbkreisapsis eingebaut.
1954 übernahm der Volksbund Deutsche Kriegsgräberfürsorge den Ausbau und die Gestaltung des alten Friedhofs um den Kirchturm zur Kriegsgräberstätte, auf der 422 Kriegstote bestattet wurden. Der Turm innerhalb des Gräberfeldes wurde Ehrenmal und in seinem Untergeschoss eine Gedenkkapelle eingerichtet. Nach Beginn von Instandsetzungsarbeiten stürzte der Turm am 5. Oktober 1968 ein. Durch den Kölner Architekten Günter Hagen wurde auf dem Grundriss des alten Turmes unter Einbeziehung erhaltener romanischer Mauerteile eine neue Kapelle mit repräsentativer kupferbedeckter Pyramide als Bekrönung errichtet.